# Antrozoïnis
Els antrozoïnis (Antrozoini) són una tribu de ratpenats de la subfamília dels vespertilionins, dins de la família dels vespertiliònids. Inclou com a mínim el ratpenat pàl·lid nord-americà (Antrozous pallidus), el ratpenat pàl·lid de Van Gelder (Bauerus dubiaquercus) i el gènere fòssil Anzanycteris. Algunes classificacions també hi inclouen els gèneres Rhogeessa i Baeodon.

## Taxonomia
El ratpenat pàl·lid nord-americà (Antrozous pallidus) fou descrit per primera vegada el 1856 i situat inicialment en el seu propi gènere, Antrozous, el 1862. Es feren diversos suggeriments al principi sobre les seves relacions, incloent la de Wilhelm Peters el 1865, que el situà dins la família dels vespertiliònids i considerà que estava relacionat amb el gènere Nyctophilus. Altres suggeriren una relació amb el gènere vespertiliònid Plecotus o amb els fil·lostòmids. El 1897, Gerrit S. Miller descrigué la subfamília Antrozoinae per encabir al ratpenat pàl·lid nord-americà, però deu anys més tard optà per col·locar Nyctophilus i Antrozous junts dins Nyctophilinae.
El ratpenat pàl·lid de Van Gelder fou descrit en 1959 com Antrozous (Bauerus) dubiaquercus. Posteriorment, l'espècie ha estat col·locada en el seu propi gènere, Bauerus, mentre que altres l'han conservat a Antrozous amb el seu parent proper, el ratpenat pàl·lid nord-americà, sent l'actual consens el de col·locar-los en gèneres separats. El 1970, Karl F. Koopman i J. Knox Jones reconegueren la tribu Antrozoini (formada només pels gèneres Antrozous i Bauerus), la qual encara col·loquen dins Nyctophilinae. En un document separat del 1970, però, Koopman qüestionà les afinitats entre els antrozoïnis nord-americans i els membres de Nyctophilus d'Australàsia, basat-se en la biogeografia. L'any següent, Ronald Pine i els seus companys qüestionaren encara més aquesta relació sobre la base de les característiques del bàcul (os del penis), encara que advertiren que calia estudiar més penis del gènere Bauerus. Des de llavors, els antrozoïnis han estat generalment considerats una tribu vàlida dins la subfamília dels vespertilionins, que inclou la majoria dels membres dels vespertiliònids.
El 1998, Nancy B. Simmons argumentà que antrozoïnis no estaven, de fet, estretament relacionats amb altres vespertilionins i col·locaren les dues espècies en la seva pròpia família, Antrozoidae, que considerava més a prop dels molòssids, una altra família de ratpenats. No obstant això, aquesta hipòtesi fou posteriorment refutada per les dades de les seqüències d'ADN, el que indica que els antrozoïnis es troben dins els vespertilionins. Per tant, Simmons posà les dues espècies als vespertiliònids a la tercera edició (2005) de Mammal Species of the World, encara que mantenint-los com subfamília separada de Vespertilioninae, anomenada Antrozoinae, a causa de la contínua incertesa filogenètica. No obstant això tots els estudis d'ADN situen els antrozoïnis a Vespertilioninae, i això portà Steven Hoofer i Ronald Van Den Bussche (2003), així com a Zachary Roehrs i col·legues (2010) a classificar-los com una tribu, Antrozoini, dins d'aquesta subfamília.
Hoofer i Van Den Bussche, que utilitzaren seqüències d'ADN mitocondrial (ADNmt) en els seus estudis, expandiren la tribu Antrozoini inclouent els gèneres americans Rhogeessa i Baeodon (que sovint es combinen com Rhogeessa). Aquests gèneres havien estat col·locats prèviament a la tribu Nycticeiini i considerats vinculays al gènere Otonycteris del Vell Món. En el seu article de 2010, Roehrs i els seus companys trobaren una vegada més que les seqüències d'ADN mitocondrial donaven suport a una relació entre Antrozous, Bauerus, Rhogeessa i Baeodon, però en el que es limitava a les dades de l'ADN nuclear de Baeodon havien suggerit que el gènere podria estar més estretament relacionat amb el gènere Rhogeessa.

## Registre fòssil
Els fòssils més antics identificats com a Antrozous provenen del Miocè mitjà de Nebraska, però no es pot assegurar amb tota certesa que pertanyin a aquest gènere. Els indicis més antics coneguts que són segurament d'Antrozous es remunten al Miocè superior de Texas. Se n'han trobat fòssils pliocens a Texas, Idaho i Florida. No se n'ha trobat cap de Bauerus o Baeodon. Els únics fòssils que s'han descobert de Rhogeessa provenen del Plistocè d'Inciarte (Veneçuela). El 1969, John A. White descrigué el gènere Anzanycteris basant-se en fòssils del Pliocè de Califòrnia (inicialment identificats com a plistocens) i l'inclogué a la família dels nictofilins. Més endavant, Malcolm C. McKenna i Susan K. Bell el mogueren a Antrozoini a la seva obra del 1997, Classification of Mammals.